# Моніна Наталія Максимівна
Моніна Наталія Максимівна (нар. 2001, Київ) — українська юна винахідниця та науковиця, студентка фізико-технічного інституту Національного технічного університету України «Київський політехнічний інститут імені Ігоря Сікорського».

## Життєпис
Наталія Моніна народилась 2001 року в Києві. У 2018 році закінчила політехнічний ліцей НТУУ «КПІ».
Свою розробку отримання електроенергії на рейках залізничної колії фотоелектричним і індукційним методами вона представила під час виставки інновацій школярів «Майбутнє України» в рамках II Міжнародного форуму «Innovation Market» у Києві, 22 листопада 2017 року.
У 2018 році стала лауреаткою Премії імені доктора Еміла Бенатова.
У 2018 році юна винахідниця вступила до фізико-технічного інституту Національного технічного університету України «Київський політехнічний інститут імені Ігоря Сікорського» за спеціальністю «Прикладна математика».

## Винаходи
Наталя Моніна у першому своєму проекті пропонує виробляти електроенергію на залізниці. Спеціальні генератори і сонячні батареї на рухомій платформі можна встановити між рейками на шпалах. Під нею розмістять генератори, які поглинають вібрацію поїздів. Так можна зберегти місце, відведене під проекти альтернативної енергетики. Вдень від сонячного світла батареї будуть виробляти струм, а генератори, що будуть під сонячними батареями вироблятимуть електроенергію від вібрацій руху поїздів. Спрацьовуватиме принцип магнітної індукції, коли від вібрації починає вироблятися струм і виходить додаткова електроенергія. За допомогою цього можна отримувати електроенергію і вночі.
|  | «Можна розмістити приблизно 15 типових сонячних станцій, і електроенергія, яка буде вироблятися, за підрахунками становитиме 2% від вироблення усієї електроенергії в Україні», — розповіла Наталія Моніна. |

## Нагороди та відзнаки
- Переможець «Інтел-Техно Україна 2017—2018».
- Переможець виставки-конкурсу «Майбутнє України 2017».
- перше місце на Всеукраїнському конкурсі-захисті науково-дослідницьких робіт МАН України 2017—2018 (Технічні науки).
- три патенти на корисну модель на свої розробки[5].